# Ustronie (powiat kępiński)

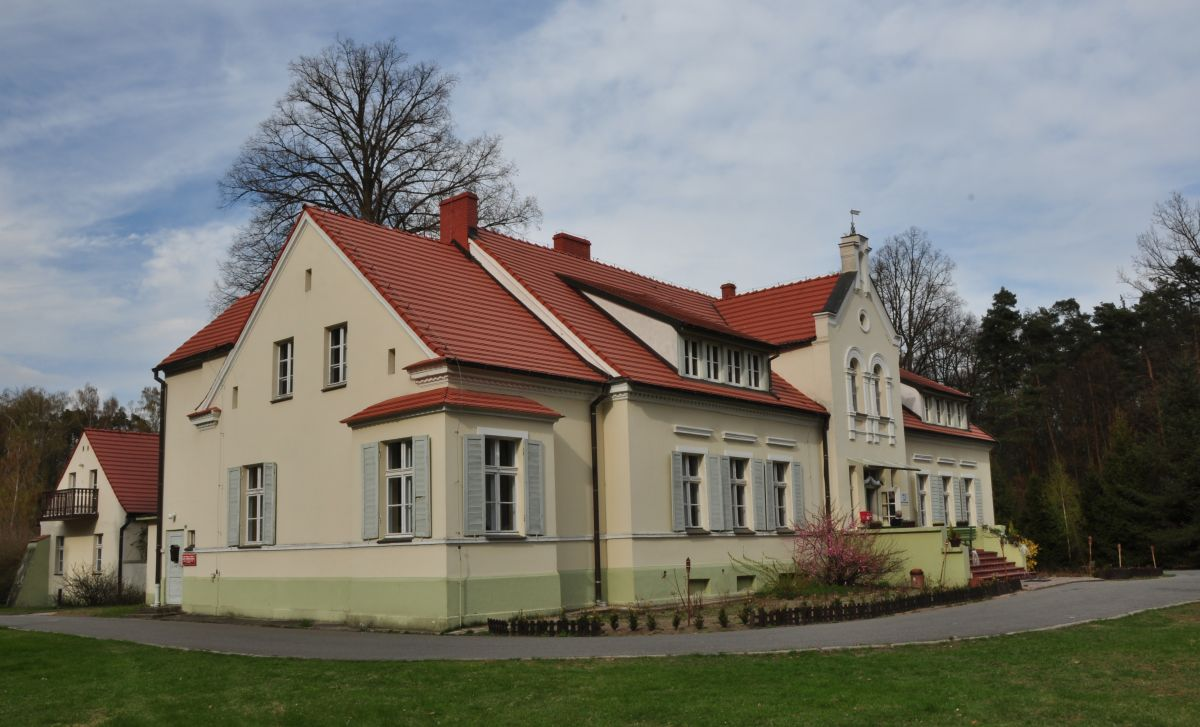
Dwór w Ustroniu od strony południowo-zachodniej (2012)

Ustronie (też: Ustronie k. Kępna) – osada w Polsce położona w województwie wielkopolskim, w powiecie kępińskim, w gminie Łęka Opatowska, ok. 0,5 km na północ od zabudowań Opatowa, przy drodze do Wieruszowa.
W latach 1975–1998 miejscowość administracyjnie należała do województwa kaliskiego.
W miejscowości znajduje się dwór wzniesiony w 1877 przez wielkiego księcia Fryderyka I Badeńskiego, rozbudowany w 1906. W latach 1928–1939 w obiekcie mieścił się ośrodek sanatoryjny (Zakład Leczniczy „Ustronie”). W okresie powojennym, w latach 1956–2009 w dworze funkcjonował Dom Pracy Twórczej „Ustronie” dla pracowników nauki, kultury i sztuki. Obecnie jest tam Ośrodek Naukowo-Edukacyjny „Dwór Myśliwski Ustronie Wielkopolskie”, należący do Leśnego Zakładu Doświadczalnego w Siemianicach.
W skład osady wchodzi też leśniczówka (dawny folwark) Frangot.